# 大豊町立大豊町中学校
大豊町立大豊町中学校（おおとよちょうりつ おおとよちょうちゅうがっこう）は、高知県長岡郡大豊町中村大王にあった公立中学校。2009年（平成21年）4月1日に大豊町立大豊中学校・大豊町立大杉中学校が統合し誕生。

## 沿革
- 1956年（昭和31年） - 天坪中小学校を大杉中小学校へ統合。
- 1961年（昭和36年） - 九寿軒中学校を大杉中学校へ統合。
- 1962年（昭和37年） - 川口中学校を大杉中学校へ統合。
- 1967年（昭和43年） - 大豊中学校を新設し豊永中学校と大田口中学校を統合。
- 1972年（昭和47年） - 立川中学校を大杉中学校へ統合。
- 1974年（昭和49年） - 東豊永中学校を大豊中学校へ統合。
- 1995年（平成7年） - 穴内中学校を大杉中学校へ統合。
- 2000年（平成12年） - 西峰中学校を大豊中学校へ統合。
- 2002年（平成14年） - 川口・天坪・穴内小学校を大杉小学校へ統合。
- 2009年（平成21年）4月1日 - 大豊中学校と大杉中学校を統合し大豊町中学校となる。大杉中学校の位置に新設。
- 2022年（令和4年）
  - 3月31日 - おおとよ小学校と統合のため廃校
  - 4月1日 - 義務教育学校である大豊町立大豊学園が開校

## 周辺
- 道の駅大杉
- 穴内川
- 杖立山
- ゆとりすとパークおおとよ

## 交通
- 最寄駅：JR土讃線大杉駅